# 강정항 (서귀포시)
강정항(江汀港)은 제주특별자치도 서귀포시 강정동에 있는 어항이다. 1999년 12월 30일 지방어항으로 지정되었다. 관리청은 제주특별자치도, 시설관리자는 서귀포시장이다.

## 연혁
- 1439년 강정마을 최초기록은 세종 21년(1439)에 동해방호소가 설치되었다. 이 동해방호소에는 마·보병 군인이 56명 있었다. 이런 군사 방어시설인 동해방호소의 주위에는 촌락이 형성되어, 강정마을을 이루는 기초가 이루어진 것으로 보인다.
- 1577년 선조 10년(1577)에 고둔(羔屯)은 고득종의 옛집이었는데 차후에는 고둔과원으로 변모했음도 파악되었다.
- 1709년의 고지도상에도 새수촌과 고둔촌, 강정촌이 나타나고 있다.

## 어항 구역
- 수역: 강정항 어촌계회관 서측 20m 지점(N: 33°13′26″, E:126°28′37″)에서 남쪽 방향으로 190m, 동쪽 방향으로 360m, 북쪽 방향으로 325m 정도 이동하여 육지부와 접속한(N: 33°13′31″, E:126°28′51″) 지점의 선내의 구역
- 어항 구역 면적: 117,000m2, 항내 수면적: 20,300m2

## 어항 시설
- 방파제 513m, 물양장 158m, 선착장 83m, 호안 160m

## 주요 어종
- 옥돔, 갈치, 전복, 소라, 돌미역

## 관련 축제
- 강정천 은어 축제

## 사건·사고 및 논란

### 제주해군기지 논란
2007년 5월 14일 김태환 제주특별자치도지사는 불과 80여명이 참가한 도민 여론조사를 근거로 제주해군기지 최우선 대상지로 선정·발표함으로써 강정마을을 해군기지건설로 발전시키려는 측과 해군기지를 반대하는 측 사이에 심한 갈등에 휩싸여 있다.
2010년 12월 27일 국토해양부는 2011년도 업무 계획에서 강정항을 해군기지로 활용하기 위해 '국가관리항'으로 지정하는 방안을 발표했다.
2011년 7월 27일 한나라당 원내대표를 지낸 김무성 의원은 여의도 당사에서 열린 최고중진연석회의에서 강정마을 주민들을 '종북분자', '김정일의 꼭두각시'라고 지칭하며 노골적인 색깔론을 제기했다. 김 의원은 "북한은 70여척을 동원해 2개 여단의 특수병력을 30분내 백령도에 침투시킬 황해도 기지를 불과 7개월 만에 완공하는데 제주 해군기지는 (종북세력의) 책동에 휘말려 몇 년째 공사가 제대로 되지 않고 있다"며 "공사를 저지하고 있는 세력들은 입으로는 평화를 외치지만 사실은 김정일의 꼭두각시 노릇을 하고 있는 종북세력이 대부분"이라고 말했다. 그는 "해군기지 건설은 2007년 노무현 정권 때 결정된 중요한 국책사업인데 종북분자 30여명의 반대 데모 때문에 중단되고 있다"며 "이들이 반대하는 것은 북한에 불리한 것은 하지 말자는 종북적 행태"라고 거듭 비난했다. 이어 "공권력의 실추가 계속돼서는 안 된다"며 "해군기지 건설 현장이 정상화될 수 있도록 강력한 공권력 투입이 필요하다"고 주장했다. 강정마을의 제주해군기지 논란은 아랍권을 대표하는 방송사 알자지라에 보도되기도 하였다.